# Chaitophorus clarus
Chaitophorus clarus är en insektsart. Chaitophorus clarus ingår i släktet Chaitophorus och familjen långrörsbladlöss. Inga underarter finns listade i Catalogue of Life.